# Thomas Clarkson
Thomas Clarkson (Wisbech, Cambridgeshire, 28 de març de 1760 – Ipswich, 26 de setembre de 1846), va ser un filantrop anglès i principal promotor de l'abolició de l'esclavitud dels negres. Després d'haver-se donat a conèixer a través de diferents escrits en els quals criticava el comerç d'esclaus, va crear a Londres, l'any 1787, una societat amb l'objectiu de lluitar en contra de l'esclavitud dels negres i aconseguir la seva abolició.